# São Simão de Litém
Pour les articles homonymes, voir Simao.
São Simão de Litém est une freguesia portugaise située dans le District de Leiria.
Avec une superficie de 16,03 km2 et une population de 1 605 habitants (2001), la paroisse possède une densité de 100,1 hab/km2.

## Villages
- São Simão de Litém
- Aldeia de Baixo
- Aldeia de Cima
- Aleixa
- Amiais
- Apeadeiro
- Arnal
- Aveleira
- Barrinha
- Barrosa
- Bica
- Brejo
- Cadavais
- Carvalhal
- Casal das Figueiras
- Casal do Gaio
- Falgareira
- Fétil
- Figueira do Casal
- Figueiredo
- Jambuinho
- Marra
- Outeiro de Vila Verde
- Pomares
- Roubã
- Santo Elói
- Tojeira
- Valongo
- Vila Galega
- Vila Gateira
- Vila Pouca
- Vila Verde

## Traditions
- Gastronomie : Tortulhos de Carneiro,Carneiro Guisado , migas et michudas